# علوم رياضية

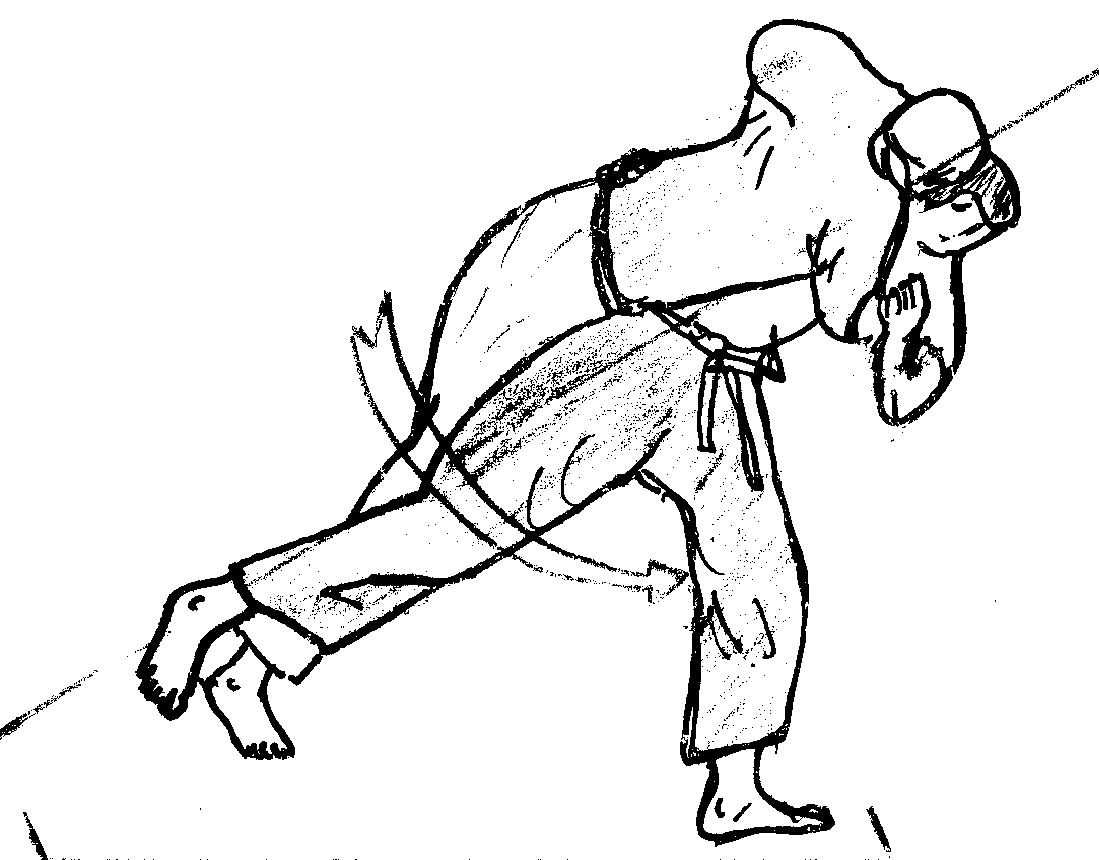

العلوم الرياضية، وتُعرف أيضًا باسم علوم الرياضة أو التربية الرياضية وممارسة النشاط البدني، هو مجال علمي أكاديمي يختص بدراسة أداء وصحة الإنسان أثناء ممارسة الرياضة والنشاط البدني، ودورهما في تعزيز الصحة والارتقاء بالأداء البدني.  يشمل هذا التخصص مجالات متعددة مثل الإصابات والتأهيل، وعلم وظائف الأعضاء، علم النفس الرياضي، التشريح الوصفي، التشريح الوظيفي، الكيمياء الحيوية، وميكانيكا الحركة وغيرها من المجالات الأكاديمية. وقد أسهمت الأبحاث في هذا المجال في تطوير فهم عميق لاستجابات الجسم البشري للتمارين الرياضية، والبيئات التدريبية المتنوعة، والمحفزات المختلفة، مما يدعم تحسين الأداء الرياضي والصحة العامة.

## أصول ممارسة علم وظائف الأعضاء
العلوم الرياضية يمكن تتبع أصولها إلى اليونان القديمة. وأشار الطبيب اليوناني القديم جالينوس (131-201) كتب 87 مقالات مفصلة حول تحسين الصحة (التغذية السليمة)، تمارين اللياقة البدنية وتقوية العضلات. وترجم الآشوريين حنين بن إسحاق أعمال جالين، إلى جانب أبقراط، إلى اللغة العربية مما أدى إلى انتشار علم وظائف الأعضاء اليونانيين في جميع أنحاء الشرق الأوسط وأوروبا. بين 776 قبل الميلاد إلى 393 ميلادي، والأطباء اليونانيين القديمة خططت نظم التدريب والوجبات الغذائية من المنافسين الأولمبيين.
ظهرت أفكار جديدة على عمل وأداء جسم الإنسان خلال النهضة كما تحدى علماء التشريح والأطباء النظريات المعروفة سابقا. هذه انتشرت مع تنفيذ الكلمة المطبوعة، نتيجة الطباعة غوتنبرغ في القرن الـ15. وكان التحالف مع هذه الزيادة الكبيرة في الأوساط الأكاديمية بشكل عام، والجامعات تتشكل في جميع أنحاء العالم. الأهم من ذلك أن هؤلاء العلماء الجدد ذهبوا إلى أبعد من المفاهيم المبسطة من الأطباء اليونانيين في وقت مبكر، وتسليط الضوء على تعقيدات الدورة الدموية، والجهاز الهضمي. وعلاوة على ذلك، وبحلول منتصف القرن التاسع عشر بدأت المدارس الطبية المبكرة (مثل كلية الطب بجامعة هارفارد، التي تشكلت عام 1782) في الظهور في الولايات المتحدة، التي ذهب خريجوها لتولي مناصب ذات أهمية في الأوساط الأكاديمية والبحوث الطبية المتحالفة معها.
وقد ازدادت أعداد المطبوعات الطبية بشكل ملحوظ خلال هذه الفترة. في عام 1898، ظهرت ثلاث مقالات عن النشاط البدني في المجلد الأول من المجلة الأمريكية لعلم وظائف الأعضاء. ظهرت مقالات ومقالات أخرى في وقت لاحق في المجلات المرموقة. ونشرت مجلة علم وظائف الأعضاء الألمانية التطبيقية، إنترناتيونال زيتسكريفت الفراء فيسيولوجي إينسكليسليش أربيتفيسيولوجي (1929-1940، والمعروفة الآن باسم المجلة الأوروبية لعلم وظائف الأعضاء التطبيقية وعلم وظائف الأعضاء المهنية)، مجلة هامة في مجال البحوث.
عدد من الشخصيات الرئيسية مساهمات كبيرة إلى الانضباط، بما في ذلك ما يلي:
- أوستن فلنت، Jr., (1836-1915) واحدة من أول رائد أمريكي الأطباء درس الاستجابات الفسيولوجية ممارسة في حياته تأثيرا في الكتب الطبية.
- إدوارد هيتشكوك، الابن، (1828-1911) كلية أمهرست أستاذ النظافة والتربية البدنية، كرس حياته الأكاديمية إلى دراسة علمية من ممارسة الرياضة البدنية والتدريب الجسم. تأليفه 1860 النص على ممارسة علم وظائف الأعضاء.
- جورج ويلز فيتز, M. D. (1860-1934) إنشاء أول الإدارات الرئيسية في علم التشريح وفسيولوجيا التدريب البدني في جامعة هارفارد في عام 1891.
- آب / أغسطس كروغ (1874-1949) فاز 1920 على جائزة نوبل في علم وظائف الأعضاء من أجل اكتشاف الآلية التي تتحكم في تدفق الدم الشعرية في الراحة أو العضلات النشطة.
- لكل أولوف Åstrand (1922-2015) أستاذ في قسم علم وظائف الأعضاء، معهد كارولينسكا في ستوكهولم. كتب ورقة المنوي الذي يقيم المادية القدرة على العمل من الرجال والنساء الذين تتراوح أعمارهم بين 4-33 سنوات.[6]

## دراسة العلوم الرياضية
كما أن درجات التعليم العالي في علم الرياضة أو علم وظائف الأعضاء البشرية تزداد شعبية مع العديد من الجامعات التي تقدم الآن على حد سواء الدراسات الجامعية والدراسات العليا والتعلم عن بعد في الانضباط. فرص للخريجين في هذه المجالات العمل كمعلم التربية البدنية، أخصائي التغذية أو التغذية، محلل الأداء، مدرب الرياضة، المعالج الرياضي، مدير مركز اللياقة البدنية، مدير الرياضة، قوة وتكييف متخصص أو مدير التجزئة من متجر الرياضة. قد يكون الخريجون أيضا في وضع جيد لإجراء مزيد من التدريب لتصبح العلاج الطبيعي المعتمد، علم وظائف الأعضاء ممارسة، عالم البحوث والطبيب الرياضي.
وهناك العديد من المؤسسات الملحوظة في المملكة المتحدة التي تدير دورات في العلوم الرياضية. بعض من أكثر شهرة هي جامعة برايتون، جامعة سانت ماري، جامعة تويكنهام من كينت - مدرسة الرياضة وممارسة العلوم، جامعة نوتنغهام ترينت، دورهام، جامعة ديربي (الأسرع صعودا في جداول الدوري في هذا الوقت 2014 جدول الدوري الجارديان) ليدز، لوغبوروغ، إكستر، جامعة كارديف متروبوليتان، جامعة أكسفورد بروكس، باث، بانجور، برمنغهام، جامعة تشيشستر، ادنبره، ليفربول جون موريز، جامعة بورتسموث، جامعة مانشستر متروبوليتان وستيرلنغ.
في الولايات المتحدة، المؤسسات التي تقدم ذات درجة تشمل Jackson State University، جامعة كونيتيكت، جامعة نبراسكا-لينكولن، جامعة ولاية أوهايو، جامعة فلوريدا، جامعة ميسوري.

## المجلات الأكاديمية في العلوم الرياضية
- مجلة الميكانيكا الحيوية التطبيقية
- مجلة الإبداع الرياضي
- المجلة الدولية لعلوم الكمبيوتر في الرياضة
- مجلة القوة وتكييف البحث
- مجلة السباحة البحث
- الرياضة
- الطب والعلوم في الرياضة والتمارين الرياضية

## وصلات خارجية
- البريطانية الرابطة بممارسة الرياضة والعلوم
- الكلية الأمريكية للطب الرياضي
- كلية علوم الرياضة
- ممارسة الرياضة والعلوم الرياضية أستراليا
- القوة الوطنية & تكييف الرابطة